# Svetlana Klyukina
Svetlana Klyukina, em russo: Светлана Клюкина (Severodvinsk, 10 de fevereiro de 1989) é uma ginasta russa que competiu em provas de ginástica artística.
Svetlana fora representante da equipe russa que disputou os Jogos Olímpicos de Pequim, em 2008, na China.